# Грунер, Клаус
Клаус Грунер (нем. Klaus Gruner; род. 22 августа 1952, Бад-Франкенхаузен-Кифхойзер, Галле) — восточногерманский гандболист, полусредний. Олимпийский чемпион 1980 года, серебряный призёр чемпионата мира 1974 года, бронзовый призёр чемпионата мира 1978 года.

## Биография
Клаус Грунер родился 22 августа 1952 года в восточногерманском городе Бад-Франкенхаузен-Кифхойзер (сейчас в Германии).
Служил в Национальной народной армии ГДР, изучал спортивную науку.
Играл в гандбол за «Лейпциг», с которым в 1972 году стал чемпионом ГДР. Впоследствии перебрался в «Форвертс» из Франкфурта-на-Одере, в составе которого ещё четырежды выиграл чемпионат страны (1974—1975, 1982—1983), а также завоевал в 1975 году Кубок европейских чемпионов.
В составе сборной ГДР завоевал две медали чемпионата мира: серебро в 1974 году в ГДР и бронзу в 1978 году в Дании.
В 1980 году вошёл в состав сборной ГДР по гандболу на летних Олимпийских играх в Москве и завоевал золотую медаль. Играл на позиции полусреднего, провёл 6 матчей, забросил 3 мяча (два в ворота сборной Кубы, один — Польше).
Всего в течение карьеры провёл за сборную ГДР 112 матчей, забросил 259 мячей.
После присоединения ГДР к ФРГ работал в страховой компании, впоследствии начал тренерскую карьеру.